# 차마르틴역
마드리드-차마르틴 역(스페인어: Estación de ferrocarril de Madrid-Chamartín)은 스페인 마드리드에 위치한 철도역이다. 마드리드 북부 차마르틴 구에 위치해 있으며, 마드리드 제2의 중앙역 역할을 하고 있다. 짧게 '차마르틴 역'이라고 칭한다.
차마르틴 역은 이베리아반도 북서부의 살라망카, 이룬 방면으로 향하는 세 개 노선의 기점이 되고 있다. 우선 차마르틴 역과 엔다야 역을 잇는 마드리드-엔다야 선 (일명 제국 철도)가 있는데 마드리드 차마르틴을 출발해 아빌라, 바야돌리드, 부르고스를 거쳐 산 세바스티안, 이룬에 닿는다. 나머지 둘은 직통선인 마드리드-바르셀로나 선과 표준궤로 새로 지어진 마드리드-바야돌리드 고속철도이다. 한때 마드리드-부르고스 선도 영업하였으나 현재는 운행을 중단했다.
주요 철도노선 외에는 마드리드 주변 연락선을 통해 스페인 북동부 지역로 향하는 노선 (메디아 디스탄시아급, 트렌 에스트레야급) 있으며, 아토차 역으로 이어지는 터널을 거쳐가는 스페인 남부행 노선 (메디아 디스탄시아, 알타리아, 탈고)도 영업하고 있다. 이밖에도 마드리드의 통근철도 노선인 세르카니아스 마드리드가 다니며, 역 지하에는 마드리드 지하철 노선이 다니는 동명의 지하철역이 있다.

## 노선 정보

### 장거리 노선·고속철도
2007년 12월 23일 마드리드-바야돌리드 고속철도 개통으로 운영노선에 변화가 생겨 이전에는 제국철도로 쓰이던 노선들이 대부분 고속철도 노선으로 바뀌었다. 2015년 9월 29일에는 바야돌리드-팔렌시아-레온 연장구간이 개통되었으며, 같은해 12월 17일에는 올멘도-사모라 고속철도와 살라망카와의 연결노선도 개통되었다.
| 고속철도                 | 고속철도 | 고속철도                           |
| ------------------------ | -------- | ---------------------------------- |
| 시·종착역                | AVE      | 바야돌리드-캄포 그란데 레온        |
| 일반철도                 |          |                                    |
| 시·종착역                | 알비아   | 세고비아-기오마르 히혼             |
| 시·종착역                | 알비아   | 세고비아-기오마르 살라망카         |
| 시·종착역                | 알비아   | 세고비아-기오마르 산탄데르         |
| 시·종착역                | 알비아   | 세고비아-기오마르 빌바오-아반도    |
| 시·종착역                | 알비아   | 세고비아-기오마르 페롤             |
| 시·종착역                | 알비아   | 세고비아-기오마르 엔다예           |
| 시·종착역                | 알비아   | 세고비아-기오마르 라 코루냐        |
| 시·종착역                | 알비아   | 세고비아-기오마르 폰테베드라       |
| 시·종착역                | 알비아   | 바야돌리드-캄포 그란데 비토리아    |
| 마드리드-아토차 알리칸테 | 알비아   | 세고비아-기오마르 히혼             |
| 마드리드-아토차 알리칸테 | 알비아   | 세고비아-기오마르 산탄데르         |
| 마드리드-아토차 알리칸테 | 알비아   | 세고비아-기오마르 라 코루냐        |
| 마드리드-아토차 알리칸테 | 알비아   | 세고비아-기오마르 폰테베드라       |
| 세고비아-기오마르 히혼   | 알비아   | 마드리드-아토차 오로페사 델 마르   |
| 시·종착역                | 알타리아 | 마드리드-아토차 무르시아 델 카르멘 |
| 시·종착역                | 알타리아 | 마드리드-아토차 카르타헤나         |
| 시·종착역                | 탈고     | 마드리드-아토차 알메리아           |

### 마드리드 통근철도
총 7개 노선이 운행되고 있다. C3호선의 경우 모든 열차가 엘 에스코리알까지 운행되는 것은 아니고 이곳에서 운행을 종료하는 경우도 있다. C7호선 역시 푸엔테 데 라 모라 역까지만 운행하기도 한다.
| 세르카니아스 마드리드                                                    | 세르카니아스 마드리드 | 세르카니아스 마드리드                       |
| ------------------------------------------------------------------------ | --------------------- | ------------------------------------------- |
| 푸엔테 데 라 모라 아에로푸에르토 T4                                      | C1호선                | 누에보스 미니스테리오스 프린시페 피오       |
| 시·종착역                                                                | C2호선                | 누에보스 미니스테리오스 과달라하라          |
| 라몬 이 카할 엘 에스코리알                                               | C3호선                | 누에보스 미니스테리오스 아랑후에스          |
| 푸엔카랄 알코벤다스 / 콜메나르 비에호                                    | C4호선                | 누에보스 미니스테리오스 파를라              |
| 누에보스 미니스테리오스 알칼라 데 에나레스 / 라스 로사스 - 프린시페 피오 | C7호선                | 라몬 이 카할 라스 로사스 - 프린시페 피오    |
| 라몬 이 카할 엘 에스코리알·아빌라 / 세르데시야·아빌라                    | C8호선                | 누에보스 미니스테리오스 아토차-세르카니아스 |
| 푸엔테 데 라 모라 아에로푸에르토                                         | C10호선               | 누에보스 미니스테리오스 비얄바              |

## 지하철역
차마르틴역 (Chamartín)은 마드리드 지하철의 역이다. 마드리드 지하철 1호선과 10호선이 다니는 환승역이며 차마르틴 철도역 지하에 위치해 있다. 요금구역상으로는 시내구간인 A구역에 속한다.
10호선 승강장이 먼저 지어졌으며 1982년 6월 10일에 개업했다. 개업 당시에는 마드리드 지하철 8호선의 일부였고 1998년 1월 8일부로 지금의 10호선에 속하게 되었다. 이후 2004년부터 2006년까지 1호선 연장공사가 진행되어 2007년 3월 30일에 1호선 승강장이 문을 열게 되었다.
2007년 1호선 공사와 함께 4층 높이의 대합실을 갖춘 모습이 되었다. 역 대합실에서 열차 선로 아래를 지나가는 지하통로를 거쳐 각 승강장으로 이동할 수 있으며, 반대로 지상의 철도역과 번화가로도 연결된다. 1호선과 10호선 승강장은 수직으로 되어 있으며, 각 노선 승강장 옆에는 미사용 승강장 두 개가 더 있다. 이는 먼 미래에 마드리드 지하철 11호선 연장구간 개통과 14호선 분리 개통으로 이곳까지 노선이 들어올 것을 대비한 것이다.
| 마드리드 지하철               | 마드리드 지하철        | 마드리드 지하철                     |
| ----------------------------- | ---------------------- | ----------------------------------- |
| 밤부 피나르 데 차마르틴       | 마드리드 지하철 1호선  | 플라사 데 카스티야 발데카로스       |
| 베고냐 오스피탈 인판타 소피아 | 마드리드 지하철 10호선 | 플라사 데 카스티야 푸에르타 델 수르 |

## 같이 보기
- 마드리드 아토차 역
- 세르카니아스 마드리드
- 마드리드 지하철